# سیارک ۱۳۱۸۵
سیارک ۱۳۱۸۵ (به انگلیسی: 13185 Agasthenes، نامگذاری:1996TH52) سیزده هزار و صد و هشتاد و پنجمین سیارک کشف شده‌است که در ۵ اکتبر ۱۹۹۶ کشف شد.
قدر مطلق سیارک برابر ۷۴.۰ است.